# Huguette Galmiche
Pour les articles homonymes, voir Galmiche.
Huguette Galmiche, née Huguette Clerc le 19 mars 1920 à Paris (France) et morte le 29 août 2007 à Bois-le-Roi (France), est un mannequin français ainsi que la mère de Johnny Hallyday.

## Biographie

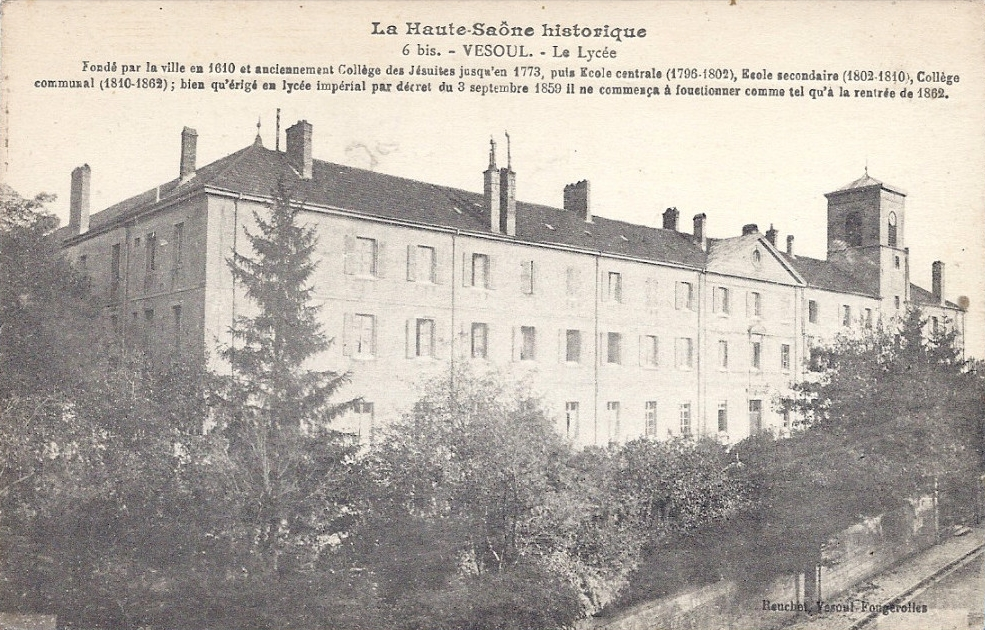
Lycée Gérôme, à Vesoul, où enseignait Maxime Clerc, grand-père d'Huguette, comme professeur de mathématiques.

Huguette Clerc nait en 1920 dans le quartier de Belleville, dans le 19e arrondissement de Paris, d'un père inconnu et de Jeanne-Marie Clerc, alors âgée de 33 ans,, née le 20 septembre 1886 à Fretigney-et-Velloreille en Haute-Saône et morte le 20 novembre 1946 à Bizneille. Le grand-père d'Huguette, Maxime Clerc (1859-1936), est professeur de mathématiques au lycée Gérome, à Vesoul.
En 1939, bien qu'elle ait une formation de coiffeuse (métier auquel elle a dû renoncé pour des problèmes de santé), Huguette Clerc travaille dans une crémerie de la Rue Lepic. Elle rencontre Léon Smet vraisemblablement en 1941. Ce dernier est l'époux en secondes noces de Jacqueline Harpet, qui vient de le quitter pour Alain Trutat. En juillet 1942, Huguette et Léon s'installent Rue Cyrano-de-Bergerac, qu'ils quittent pour la Rue Clauzel, Huguette étant enceinte.
Le 15 juin 1943, vers 13 heures, elle accouche d'un garçon, qu'elle prénomme Jean-Philippe Léo (Jean en hommage à sa mère, Philippe prénom qu'elle trouve beau et Léo pour faire plaisir à Léon). L'enfant porte le nom de sa mère, car son père étant marié à une autre, la loi belge alors en vigueur, n'autorise pas ses ressortissants à reconnaître un enfant adultérin.
L'idylle du couple ne dure pas et un soir de février 1944, Huguette Clerc, rentrant chez elle, trouve un appartement vide et son fils allongé sur le plancher sur une simple couverture, Léon est parti dans la journée avec une autre, en emportant mobilier et berceau, qu'il revend pour débuter une nouvelle vie. Elle quitte alors Paris avec son fils et gagne un village de Normandie, où ils vivent chez un couple de paysans durant près de deux mois, précédent un retour dans la capitale. Le 7 septembre, Léon, récemment divorcé, réapparait le temps de signer un contrat de mariage avec Huguette, à sa demande, cette dernière ne voulant pas que leur enfant demeure « né de père inconnu ». C'est ainsi que le 10 septembre 1944, Jean-Philippe Smet est baptisé à l'église de La Trinité, il a pour parrain Alain Trutat et comme marraines ses cousines Desta et Menen Mar (du fait de n'avoir pu trancher laquelle des deux le serait).
Léon Smet sort définitivement de leurs vies et Huguette consent provisoirement à confier son fils à la sœur de Léon Smet, Hélène Mar. Cette dernière convainc Huguette de la laisser emmener Jean-Philippe à Londres, où ses filles, danseuses, ont obtenu un contrat à l'International Ballet dirigé par Mona Inglesby. Ce départ, à l'automne 1945, est pour le garçon le début d'une existence de voyage sans fin ; « Je suis parti en tournée à 2 ans, dira plus tard Johnny Hallyday, dans mon enfance je n'ai connu [...], que les hôtels et les pensions de famille. ». Durant cette période, Huguette ne voit guère son fils, malgré la promesse qui lui a été faite que cette parenthèse britannique serait de courte durée. Dans les faits, il s'écoulera quatre années avant que la famille Mar (agrandit de par la présence de Lee Halliday), ne revienne, provisoirement, à Paris. Entre-temps, pour Noël 1947, Huguette rend visite à Jean-Philippe à Londres, ce dernier, 3 ans et demi, ne la reconnait pas et l'appelle « madame ». Elle rentre à Paris désappointé. À cette période, sa situation professionnelle s'améliore, grâce aux contacts d'Alain Trutat, secrétaire de Paul Éluard, qui l'aide à obtenir par intermittence des emplois de modèle, avant qu'elle ne commence une carrière de mannequin cabine chez Rocha, Lanvin, Fath, Dior... Durant les rares passages des Mar à Paris, Huguette tente encore de récupérer son fils, mais Hélène oriente son neveu, comme ses deux filles et comme elle l'a fait pour son frère Léon jadis, vers le monde du spectacle. Elle est persuadée qu'il sera un artiste et entend le réaliser. À 9 ans, le futur Johnny Hallyday, fait à sa mère une démonstration de chant, « je me suis dit que si je le reprenais [...], je risquais de lui faire rater sa vie. » confiera t-elle plus tard, et se résigne à laisser sa tante prendre en main son avenir,.
Le 7 mars 1955, Huguette est officiellement divorcée de Léon Smet. Le 9 juillet 1955, à Saint-Bonnet-de-Salers, elle se remarie avec Michel Galmiche (1920-2002), directeur d'une agence de publicité. Le 2 octobre, elle donne le jour à leur second fils, Olivier. Après avoir habité quelque temps encore à Paris, Rue Clauzel, puis à Avon, la famille s'installe finalement à Viviers en Ardèche. Ils ont un autre fils, Jean-Christophe, né le 18 décembre 1957,. 
Devenu artiste, Johnny Hallyday et sa mère se revoient à l'occasion de concerts dans la région Rhône-Alpes et elle soutiendra, en 1961 en tant que représentante légale, la volonté du chanteur de quitter Vogue pour Philips.
Au début des années 2000, Huguette Galmiche est hémiplégique et ne se déplace plus qu'en fauteuil roulant. Son mari Michel Galmiche, lui-même en mauvaise santé (il décède en novembre 2002), demande à son beau fils de l'accueillir. C'est ainsi qu'Huguette Galmiche emménage à Marnes-la-Coquette avec la famille Hallyday ainsi que l'arrière grand-mère de Laeticia. Mais son état de santé se dégrade encore et elle est placée, par son fils, en 2006, dans une maison médicalisée près de Melun. Elle y meurt, le 29 août 2007,. Le 5 septembre, Huguette Galmiche est enterrée, au côté de son époux, au cimetière de Viviers en Ardèche, en présence de Johnny Hallyday rentré de Saint-Barthélemy.
Le chanteur dédie à sa mère la chanson Que restera-t-il ? extraite de l'album Le Cœur d'un homme, paru quelques mois plus tard. Il a donné à ses filles Laura et Joy comme deuxième prénom celui de leur grand-mère Huguette.